# Šerm na Letních olympijských hrách 1908
Šerm na Letních olympijských hrách 1908.

## Medailisté

### Muži
| Kategorie           | Zlato                                                                                       | Stříbro | Bronz |
| ------------------- | ------------------------------------------------------------------------------------------- | --- | --- |
| Kord – jednotlivci  | Gaston Alibert · Francie (FRA)                                                              | Alexandre Lippmann · Francie (FRA)                                                                                   | Eugène Olivier · Francie (FRA)                                                                                      |
| Šavle – jednotlivci | Jenő Fuchs · Maďarsko (HUN)                                                                 | Béla Zulawszky · Maďarsko (HUN)                                                                                      | Vilém Goppold z Lobsdorfu · Čechy (BOH)                                                                             |
| Kord – družstvo     | Francie (FRA) · Gaston Alibert · Herman Georges Berger · Charles Collignon · Eugène Olivier | Velká Británie (GBR) · Charles Leaf Daniell · Cecil Haig · Martin Holt · Robert Montgomerie                          | Belgie (BEL) · Paul Anspach · Desire Beaurain · Ferdinand Feyerick · François Rom                                   |
| Šavle – družstvo    | Maďarsko (HUN) · Jenő Fuchs · Oszkár Gerde · Péter Tóth · Lajos Werkner · Dezső Földes      | Itálie (ITA) · Marcello Bertinetti · Riccardo Nowak · Abelardo Olivier · Alessandro Pirzio-Biroli · Sante Ceccherini | Čechy (BOH) · Vlastimil Lada-Sázavský · Vilém Goppold z Lobsdorfu · Bedřich Schejbal · Jaroslav Tuček · Otakar Lada |

### Přehled medailí
| Pořadí | Země                 | Zlato | Stříbro | Bronz | Celkově |
| ------ | -------------------- | ----- | ------- | ----- | ------- |
| 1.     | Francie (FRA)        | 2     | 1       | 1     | 4       |
| 2.     | Maďarsko (HUN)       | 2     | 1       | 0     | 3       |
| 3.     | Velká Británie (GBR) | 0     | 1       | 0     | 1       |
| 3.     | Itálie (ITA)         | 0     | 1       | 0     | 1       |
| 5.     | Čechy (BOH)          | 0     | 0       | 2     | 2       |
| 6.     | Belgie (BEL)         | 0     | 0       | 1     | 1       |